# Stål-glimt - en mand og hans værk
|  | Denne artikel er oprettet af botten Steenthbot ud fra en ekstern database. Den kan derfor have sproglige fejl eller mangler. Denne skabelon kan fjernes efter kontrol af indholdet. |

Stål-glimt - en mand og hans værk er en dansk dokumentarfilm fra 1983 instrueret af Peter Ringgaard efter eget manuskript.

## Handling
Stålvalseværket i Frederiksværk er en arbejdsplads, der blandt mange i dagens Danmark har været ude i vanskeligheder. Arbejdsstyrken er blevet reduceret, og værket i den mindre by er til stadighed afhængigt af nationale og internationale konjunkturer og kvoter. På denne baggrund skildrer filmen en stor arbejdsplads, dens indvirkning på en bys liv og på den enkelte arbejder. Filmen rummer dels en dokumentarisk beretning om et sjaks arbejde med skrottet, der bliver til flydende lava og stål, dels beskriver den en mand og hans had/kærlighedsforhold til sin arbejdsplads. Som en mosaik sættes historien sammen om arbejderen, der har sin familie, sit hus, sine drømme, sit helbred, sit hele liv i afhængighed af værket, som kan ses og høres, hvor han end vender sig.

## Medvirkende
- Frede Christiansen
- Birgit Christiansen